# مؤرخون جدد
المؤرخون الجدد هم مجموعة من المؤرخين الإسرائيلين الذين قاموا بإعطاء رواية جديدة لما حدث في السنوات الأخيرة والأحداث الحقيقية التي رافقت قيام دولة إسرائيل واختلفت هذه الروايات عن الرواية الرسمية الإسرائيلية.

## ظهور المؤرخين الجدد
بدأت ظاهرة المؤرخين الجدد في اخر ثمانينات القرن العشرين ويعود ظهورهم إلى إطلاعهم على وثائق الموجودة في الأرشيف الوطني الإسرائيلي. يقول جواد الجعبري الباحث الفلسطيني المختص في الشؤون الإسرائيلية، «في عام 1988، وبعد أربعين عاما من إنشائها، كشفت إسرائيل عن أرشيفها الوطني بموجب القوانين، وهكذا أصبح أمام جيل جديد من الباحثين الإسرائيليين إمكانية الإطلاع على وثائق رسمية، عما جرى سابقا، وأدى ذلك إلى أن يراجع بعض المؤرخين مثل بيني موريس ما قدمه من رواية حول تهجير اللاجئين الفلسطينيين عام 1948». ظهر معظم المؤرخين الجدد، خارج إسرائيل وبعيدا عن المؤسسة الأكاديمية الصهيونية، كما ظهرت معهم مفهوم ما بعد الصهيونية. تزامنا مع ظهور المؤرخين الجدد، ظهر «علم الاجتماع الجديد»، المتماهي مع ما بعد الصهيونية، والذي اقترح بأن تتم إعادة فحص المصطلحات الأساسية للمجتمع الإسرائيلي.

## أسباب ظهورهم
يعتقد غال ليفي وهو باحث شاب يدرس في الجامعة المفتوحة الإسرائيلية أن فتح الأرشيف الوطني ليس السبب الوحيد الذي يفسر صعود المؤرخين الجدد ويقول أن سفر هؤلاء المؤرخين ودراستهم في الخارج غيرت نظرتهم وجعهلم يطرحوا أسئلة جديدة. يعلل غال قوله «اعتقد بأن فتح الارشيف الوطني الإسرائيلي، لم يكن العامل الأهم، وبرأيي انه خلال سنوات سبعينات وثمانينات القرن الماضي، طرأ تغير على معاهد البحث العلمي بشأن التحليل التاريخي، وهذا أثر على المؤرخين الإسرائيليين، الذين درسوا في الخارج، فأخذوا يطرحون أسئلة جديدة، ولم يكن ذلك نابعا من الكشف عن وثيقة جديدة، بقدر ما هو ناتج عن أسئلة جديدة». وأضاف «إذا افترضنا أن باحثا صهيونيا وآخر غير صهيوني، توجها إلى الأرشيف الوطني واطلعا على الوثائق، فهل سيتوصلان إلى نفس النتائج؟ الإجابة هي لا، ولذلك فإن عوامل عديدة غير الأرشيف، كانت سببا في ظهور المؤرخين الجدد» 
من أبرز المؤرخين الجدد نجد بيني موريس وايلان بابي وافي شلايم وتوم سيغف.

## المصدر
1. 1 2 3 4 5  هل «المؤرخون الجدد» في إسرائيل أصدقاء لنا? من موقع جريدة الشرق الأوسط (تم التصفح في 20 جوان 2007) نسخة محفوظة 27 سبتمبر 2007 على موقع واي باك مشين.